# Arguni jezik
Arguni jezik (argoeni; ISO 639-3: agf), jezik malajsko-polinezijske porodice, uže sjevernobomberajske skupine, kojim još govori svega 150 ljudi (2000. S. Wurm; 200, 1977., Voegelin and Voegelin) na sjeverozapadnoj obali poluotoka Bomberai u zaljevu MacCluer, Indonezijski dio Nove Gvineje.
Pripadnici etničke grupe i selo također se zovi Arguni.

## Vanjske poveznice
- Ethnologue (14th)
- Ethnologue (15th)